# Petrinya vára
Petrinya vára (horvátul: Utvrda Petrinja) egy várhely Horvátországban,  Petrinya városában.

## Fekvése
A vár Petrinya város belterületének északi szélén, a Kulpa jobb partján, a Petrinjčica-patak torkolatánál állt.

## Története
A Petrinjčica-patak kulpai torkolatánál Hasszán boszniai pasa 1592-ben egy erős palánkvárat építtetett, ahonnan a Habsburg kézen levő területeket fenyegette. A vár a korabeli források szerint a közeli Sziszek védőinek a szeme láttára igen gyorsan, alig három hét alatt épült fel. A fából és földből készített, négyzetes erősséget árkokkal, sáncokkal, saroktornyokkal, valamint a vár közepén emelt erős toronnyal védték. A vár körüli vizesárokba, a Petrinjčica-patak vizét vezették. Lényegében ez a török erődítmény tekinthető a mai Petrinya város első építményének, mely körül aztán a későbbi település kifejlődött. A pasa még ebben az évben innen indította meg Sziszek ostromát, mely kudarccal végződött. A tizenöt éves háború kitörése után a keresztény sereg már 1594-ben elfoglalta, de még ebben az évben visszavette a török. 1595-ben a keresztény erők szinte harc nélkül foglalták el. Ezután rögtön hozzáláttak kijavításához és a Kulpa szemközti bal partján nekifogtak egy új vár, a Huszárvár építésének is. A két várat egy híddal kötötték össze. 1596-ban Ahmed boszniai pasa 30 000 katonával ostrom alá vette a várat, de a mindössze 350 főnyi védősereg Draskovits János horvát bán vezetésével visszaverte a támadást. A petrinjai erődöt ezután többször is felújították. Idővel ennek északkeleti és déli oldalán egy spontán fejlődésű település kezdett kialakulni. A török veszély megszűnése miatt, a vár őrsége 1701-ben felhagyta az erődöt úgy, hogy mára se bal, se a jobb parti erődnek nyoma sem maradt.

## A vár mai állapota
A várat 1701-ben végleg elhagyták, majd anyagát a lakosság építkezéseihez széthordták. Felszíni nyoma nem maradt. 1941-ben egy ásatás során megtalálták az eredeti vár alapfalait, számos kőgolyóval és szerszámmal együtt.